# QDA-Software
QDA-Software, auf Englisch auch CAQDAS (Computer-Assisted/Aided Qualitative Data Analysis Software), bezeichnet Computer-Programme für die computergestützte qualitative Daten- und Textanalyse. QDA-Software ermöglicht es, auf Basis verschiedener methodischer Ansätze zur qualitativen Datenanalyse, mit Hilfe der Computerunterstützung auch über eine große Anzahl von Quellen oder Transkripten zu realisieren. Neben den Grundfunktionen bieten einige QDA-Programme weiterführende Funktionen, wie beispielsweise komplexe Visualisierungen, Schnittstellen zu Statistiksoftware, oftmals im Rahmen von Mixed-methods Ansätzen, sowie Einbindung von QCA-Verfahren und Text-Mining-Verfahren.

## Definition
QDA-Software wird in verschiedenen wissenschaftlichen Disziplinen eingesetzt, unter anderem in der Qualitativen Sozialforschung, der Psychologie, den Bildungswissenschaften, den Sozialwissenschaften, der Linguistik, der Marktforschung, in Public Health, den Wirtschaftswissenschaften und Ethnologie.
Das CAQDAS Networking Projekt gibt an, dass QDA-Software folgende Werkzeuge umfassen sollte:
- Suchwerkzeuge
- Werkzeuge zur Kodierung
- Werkzeuge zur Verknüpfung der (kodierten) Informationen
- Mapping oder Werkzeuge zur Netzwerk-Analyse
- Abfragewerkzeuge
- Werkzeuge zum Schreiben und Annotierwerkzeuge

Der The REFI-QDA Standard will die Interoperabilität zwischen QDA-Software ermöglichen. Einige der am weitest verbreiteten QDA-Software-Hersteller unterstützen den Standard.

## Software-Pakete
Bezüglich des methodischen Rahmens unterscheidet sich die verfügbare QDA-Software deutlich; so basieren bspw. einige Programme auf Ansätzen der Diskursanalyse, der Grounded Theory, der Inhaltsanalyse, der semi-automatisierten qualitativen Analyse oder der quantitativen Analyse qualitativer Daten.
Bekannte Software-Pakete, welche die klassischen Werkzeuge für die qualitative Datenanalyse beinhalten, sind in folgender Tabelle aufgelistet.
| Software                                                 | Typ                | Lizenz                  | Quellcode   | Letzte Aktualisierung | Analyse                                                 | Unterstützte Betriebssysteme                      | Umfang                                                              |
| -------------------------------------------------------- | ------------------ | ----------------------- | ----------- | --------------------- | ------------------------------------------------------- | ------------------------------------------------- | ------------------------------------------------------------------- |
| Aquad                                                    | Client             | Frei – GPL              | Offen       | 2017-02               | Text, Audio, Video, Grafiken                            | Windows                                           | Kodierung, Sequenzanalyse, explorative Datenanalyse                 |
| ATLAS.ti                                                 | Client             | Proprietär              | Geschlossen | 2020-12-02            | Text, Audio, Video, Grafiken, Soziale Netzwerke         | Windows, macOS, iOS, Android, Cloud (Web-basiert) | Kodierung, Aggregation, Suche, Visualisierung                       |
| Aurelius                                                 | Web-basiert        | Proprietär              | Geschlossen | 2019-02               | Text                                                    | Alle (Webbrowser)                                 | Kodierung, Suche, Visualisierung, statistische Analyse              |
| Cassandre                                                | Web-basiert/Server | Frei – GPL              | Offen       | 2018-10-09            | Text                                                    | Alle (Java-basiert)                               | Kodierung                                                           |
| CLAN                                                     | Client             | Frei – GPL              | Offen       | 2023-06-16            | Text                                                    | Windows, macOS, Linux                             | Kodierung                                                           |
| Compendium/CompendiumNG                                  | Client             | Frei – LGPL             | Offen       | 2014-02               | Text                                                    | Alle (Java-basiert)                               | Kodierung                                                           |
| Condens                                                  | Web-basiert        | Proprietär              | Geschlossen | 2021-07               | Text, Audio, Video, Grafiken                            | Alle (Webbrowser)                                 | Kodierung, Suche, Visualisierung, Kollaboration, Transkription      |
| consider.ly                                              | Web-basiert        | Proprietär              | Geschlossen | 2019-11               | Text                                                    | Alle (Webbrowser)                                 | Kodierung, Suche, Visualisierung, Kollaboration, Transkription      |
| Dedoose                                                  | Client             | Proprietär              | Geschlossen | 2025-03-31            | Text, Audio, Video                                      | Alle (Webbrowser)                                 | Kodierung, Suche, Visualisierung, statistische Analyse              |
| Delve                                                    | Web-basiert        | Proprietär              | Geschlossen | 2019-08-28            | Text                                                    | Alle (Webbrowser)                                 | Kodierung, Aggregation, Suche, Kollaboration                        |
| DokuMet AI                                               | Web-basiert        | Proprietär              | Geschlossen | 2025-04               | Text                                                    | Alle (Webbrowser)                                 | Interpretation zusammen mit Künstlicher Intelligenz                 |
| Dovetail                                                 | Web-basiert        | Proprietär              | Geschlossen | 2019-09-04            | Text                                                    | Alle (Webbrowser)                                 | Kodierung, Suche, Visualisierung, statistische Analyse              |
| ELAN                                                     | Client             | Frei – GPL              | Offen       | 2020-12-03            | Audio, Video                                            | Windows, macOS, Linux                             | Kodierung                                                           |
| f4analyse                                                | Client             | Proprietär              | Geschlossen | 2025-02               | Text                                                    | Windows, macOS, Linux, iPad, Android              | Kodierung, Suche, Aggregation, Transkription                        |
| HyperRESEARCH                                            | Client             | Proprietär              | Geschlossen | 2021-10-31            |                                                         | Windows, macOS                                    |                                                                     |
| KH Coder                                                 | Client             | Frei – GPL              | Offen       | 2015-12-29            | Text                                                    | Windows, macOS, Linux                             |                                                                     |
| Looppanel                                                | Web-basiert        | Proprietär              | Geschlossen | 2021                  | Text                                                    | Alle (Webbrowser)                                 | Kodierung, Suche, Visualisierung, statistische Analyse              |
| MAXQDA                                                   | Client             | Proprietär              | Geschlossen | 2021-06-16            | Text, Audio, Video, Bilder, Websites, Soziale Netzwerke | Windows, macOS                                    | Kodierung, Aggregation, Suche, Visualisierung, statistische Analyse |
| NVivo                                                    | Client             | Proprietär              | Geschlossen | 2020-03               | Text, Audio, Video, Bilder, Websites                    | Windows, macOS                                    | Kodierung, Aggregation, Suche, Visualisierung                       |
| QDAcity                                                  | Web-basiert        | Proprietär              | Geschlossen | 2024-04-05            | Text, PDF                                               | Alle                                              | Kodierung                                                           |
| QDA Miner                                                | Client             | Proprietär              | Geschlossen | 2020-11-30            |                                                         | Windows                                           |                                                                     |
| QDA Miner Lite                                           | Client             | Proprietär              | Geschlossen | 2017-01-12            | Text                                                    | Windows                                           | Kodierung                                                           |
| Qiqqa                                                    | Client             | Proprietär              | Geschlossen | 2016-09               |                                                         | Windows, Android                                  |                                                                     |
| Quantitative Discourse Analysis Package (qdap) (R Paket) | Client             | Frei – GPL              | Offen       | 2023-05-11            | Text                                                    | Windows, macOS, Linux                             | Wortextraktion, statistische Analyse, Visualisierung                |
| QualCoder                                                | Client             | Frei – MIT              | Offen       | 2025-02-09, 3.6       | Text, Image, Audio, Video                               | Linux, (Windows 10 Testing), MacOS                | Kodierung                                                           |
| Quirkos                                                  | Client             | Proprietär              | Geschlossen | 2025-01-23, v3        | Text                                                    | Windows, macOS, Linux, Alle (Webbrowser)          | Kodierung, Suche, Visualisierung                                    |
| Requal (R Paket)                                         | Client/Web-basiert | Frei – MIT              | Offen       | 2025-02-23            | Text                                                    | Windows, macOS, Linux und Alle (Webbrowser)       | Kodierung, Intercoder-Übereinstimmung, Kollaboration, Log           |
| RQDA (R Paket)                                           | Client             | Frei – GPL              | Offen       | 2018-03               | Text                                                    | Windows, macOS, Linux                             | Kodierung, Aggregation, Suche, Visualisierung                       |
| Taguette                                                 | Client/Web-basiert | Frei – BSD              | Offen       | 2023-02-04, v1.4.1    | Text                                                    | Windows, macOS, Linux                             | Kodierung, Kollaboration                                            |
| textada - AI-powered text annotation                     | Web-basiert        | Proprietär              | Geschlossen | 2023-10-11            | Text                                                    | Alle (Webbrowser)                                 | Kodierung, Visualisierung, AI-Unterstützung                         |
| Transana                                                 | Client             | Proprietär, ehemals GPL | Geschlossen | 2022-05-06            | Text, Audio, Video                                      | Windows, macOS                                    | Kodierung                                                           |
| webQDA                                                   | Web-basiert        | Proprietär              | Geschlossen | 2018-11               | Text, Video, Image, Audio                               | Alle (Webbrowser)                                 | Kodierung, Suche, Visualisierung, Kollaboration                     |
| XSight                                                   | Client             | Proprietär              | Geschlossen | 2006 (eingestellt)    |                                                         | Windows                                           |                                                                     |